# Watford Junction
Watford Junction – stacja kolejowa w Watford, w hrabstwie Hertfordshire, w Anglii. Stacja posiada 5 peronów. Obsługuje ok. 4 127 014 pasażerów rocznie (dane za rok 2021/2022). Stacja objęta jest projektem Transport for London, gdzie obowiązują londyńskie opłaty za przejazd. Nie jest też wymagana karta komunikacyjna ze zdjęciem na bilety sezonowe (od 7 dni do roku), jeśli podróżuje się do/z Londynu.
Pierwsze połączenie kolejowe z Watford Junction otwarto 5 maja 1858. Pierwsza linia wiodła do St Albans Abbey. Stację przebudowano w 1909 oraz w latach 80.
Z Watford Junction odbywała się najliczniejsza ewakuacja dzieci z Londynu podczas II wojny światowej.

## Planowane połączenia
Do roku 2011 zostanie przeprowadzona modernizacja trasy Abbey Line. Pociągi zostaną zastąpione tramwajami i uruchomione zostaną dodatkowe kursy do St Albans (2-3 na godzinę), co pozwoli na przewóz 450 000 pasażerów rocznie na tej trasie. Planowane jest także przedłużenie przyszłej linii tramwajowej do centrum St Albans oraz do Hatfield.